# Disintegrate
Disintegrate – trzeci album studyjny norweskiej grupy blackened death metalowej Zyklon.

## Lista utworów
| Nr  | Tytuł utworu             | Słowa | Muzyka | Długość |
| --- | ------------------------ | ----- | ------ | ------- |
| 1.  | „In Hindsight”           | Faust | Zyklon | 4:35    |
| 2.  | „Disintegrate”           | Faust | Zyklon | 4:02    |
| 3.  | „Ways of the World”      | Faust | Zyklon | 5:14    |
| 4.  | „Subversive Faith”       | Faust | Zyklon | 5:09    |
| 5.  | „A Cold Grave”           | Faust | Zyklon | 4:40    |
| 6.  | „Vile Ritual”            | Faust | Zyklon | 3:12    |
| 7.  | „Underdog”               | Faust | Zyklon | 3:50    |
| 8.  | „Wrenched”               | Faust | Zyklon | 5:15    |
| 9.  | „Vulture”                | Faust | Zyklon | 3:13    |
| 10. | „Skinned and Endangered” | Faust | Zyklon | 5:56    |
|     |                          |       |        | 45:06   |

## Twórcy
- Tony "Secthdamon" Ingebrigtsen – wokal, gitara basowa
- Thor "Destructhor" Myhren – gitara prowadząca, wokal wspierający
- Tomas "Samoth" Haugen – gitara rytmiczna
- Trym "Trym" Torson – perkusja
- Bård "Faust" Eithun – słowa